# Греція на літніх Олімпійських іграх 1960
Греція на літніх Олімпійських іграх 1960 виборола 1 золоту медаль у змаганнях з вітрильного спорту, при цьому до складу команди спортсменів входив принц Костянтин, майбутній король Греції. Поряд із принцом Костянтином участь в Олімпіаді брала його сестра принцеса Софія, а нині Софія Грецька та Ганноверська, дружина короля Іспанії Хуана Карлоса I.

## Медалісти
| Золото |                                                         |                                                 |
| №      | Спортсмени                                              | Вид спорту (дисципліна)                         |
| 1      | Принц Константін, Одіссей Ескітзоглу та Георгіос Заїміс | Вітрильний спорт (командне змагання — чоловіки) |